# The Medieval Ensemble of London
The Medieval Ensemble of London fue un conjunto vocal e instrumental británico especializado en la interpretación de música medieval y renacentista, fundado a finales de los años 70 por los hermanos Peter y Timothy Davies.

## Historia
Durante la década que aproximadamente duró su carrera, grabaron principalmente obras seculares del siglo XV, sobre todo del repertorio francoflamenco, de compositores como Josquin Desprez, Heinrich Isaac, Johannes Ockeghem y Guillaume Dufay. De estos dos últimos, realizaron grabaciones integrales de toda su obra profana.
También realizaron incursiones ocasionales en la música del siglo XIV, con discos dedicados a Guillaume de Machaut y Matteo da Perugia.
Como la mayor parte de las formaciones de su época, utilizaron instrumentos para complementar las voces. Sin embargo, una serie de estudios musicológicos publicados a finales de los 70 y principios de los 80 coordinada por el director del conjunto Gothic Voices, Christopher Page, estableció la falta de evidencia de que el repertorio de canciones seculares anterior a 1480 se interpretara con acompañamiento instrumental. A partir de estas controvertidas ideas, muchos grupos cambiaron su estilo de interpretación; o desaparecieron, como hizo The Medieval Ensemble of London en 1985.
El grupo contó con la presencia de algunos de los músicos más importantes durante los años 70 y 80 dentro del campo de la música antigua, como Margaret Philpot Rogers Covey-Crump, Paul Hillier y Paul Elliott, y otros muchos intérpretes procedentes de las formaciones más importantes de la época.

## Discografía
Grabaron 9 discos para la compañía discográfica L'Oiseau-lyre:
- 1979 - Matteo da Perugia: Secular Works. L'Oiseau-Lyre DSLO 577 (LP).
- 1981 - Guillaume Dufay: Complete Secular Music. L'Oiseau-lyre 452 557-2 (5 CD).  -
- 1981 - Johannes Ockeghem: Complete Secular Music. L'Oiseau-lyre 436 194-2OH2 (2 CD).  -
- 1983 - Ce Diabolic Chant. Ballades, Rondeaus & Virelais[22] of the late fourteenth century. Decca "L'Oiseau-Lyre" 475 9119.
- 1983 - Guillaume de Machaut: 2 Polyphonic Lais: Le Lay de la Fonteinne & Un Lay de Consolation. Decca « L'Oiseau-lyre » 4780026.
- 1983 - Mi verry joy. Songs of 15th Century Englishmen. L'Oiseau-lyre 478 0023.
- 1984 - Heinrich Isaac: Chansons, Frottole & Lieder. L'Oiseau-lyre "Florilegium" 410 107-1 (LP).
- 1984 - Josquin Desprez: Missa di dadi / Missa Faisant regretz. Decca "L'Oiseau-lyre" 475 9112-2.
- 1984 - Josquin Desprez: Complete 3-part Secular Music. L'Oiseau-lyre "Florilegium" 411 938-1 (LP).